# ایندکس (ویرجینیا)
ایندکس (به انگلیسی: Index) یک منطقهٔ مسکونی در ایالات متحده آمریکا است که در شهرستان کینگ جورج، ویرجینیا واقع شده‌است.